# حلفایه قبلی
حلفایه قبلی (به عربی: الحلفاية قبلي)، روستایی از توابع نجع حمادی در استان قنا و کشور مصر است.

## جمعیت
براساس سرشماری سال ۲۰۰۶ مصر، جمعیت آن ۱۰۹۴۵ نفر(۵۶۶۵ مرد و ۵۲۸۰زن) بوده‌است.